# Cock of the Air

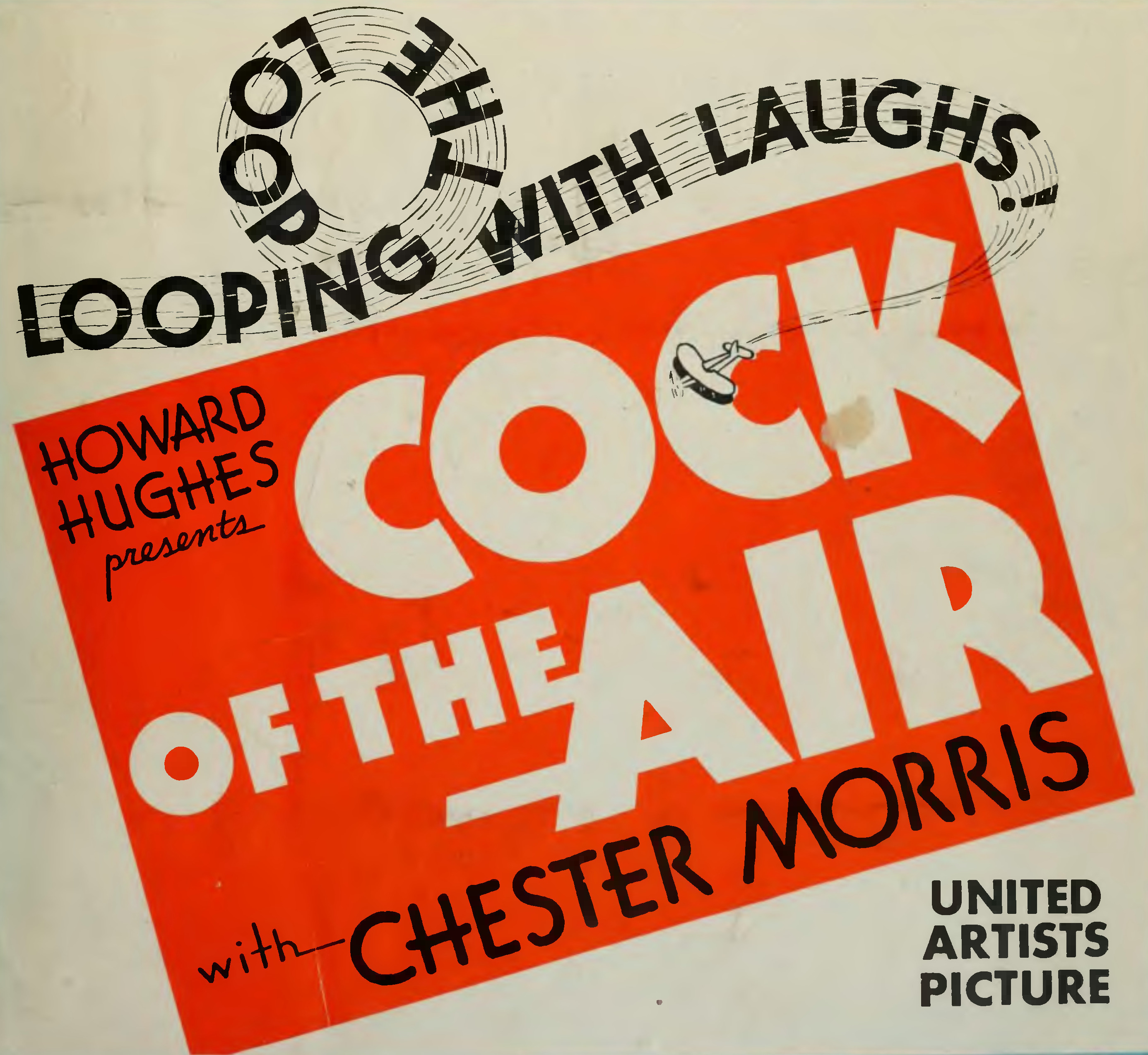

Cock of the Air è un film del 1932 diretto da Tom Buckingham.

## Trama
il successo in scena di Lilli de Rousseau è tale, che distrae gli alti comandi militari dai loro doveri. Alcuni diplomatici decidono di risolvere il problema intimando all'attrice di lasciare Parigi: in cambio, le offrono una villa in Italia dove avrà come guardiano il capitano Tonnino. Qui, Lilli viene a conoscenza della fama che circonda un ufficiale americano, il tenente Craig, ritenuto da tutti un grande dongiovanni. Lilli è intrigata e si mette in testa di conquistare Craig che, a suo giudizio, fino a quel momento ha avuto la vita facile, non avendo incontrato alcuna resistenza da parte delle sue donne. Lei, invece, tenendolo sulla corda, esaspera la passione dell'uomo. Leggendo sui giornali che l'attrice che l'ha sostituita ha grande successo, Lilli convince Craig - che ignora il divieto che pesa su di lei - a portarla in volo a Parigi. L'ufficiale, rischiando l'arresto e la carriera, lascia senza permesso il servizio e vola in Francia. Qui, deve soccorrere Terry, il suo attendente, che - per una sua negligenza - si trova nei guai a bordo di un altro aereo.
Atterrato fuori Parigi, Craig - pur temendo di venire arrestato - accompagna Lilli al Ritz. In albergo, la donna si irrita a vedere nella stanza la sua camicia da notte stesa sul letto accanto al pigiama di Craig. Lo pianta in asso, ma poi manda un biglietto all'ufficiale, avvisandolo dove poterla trovare. Quando i due si rivedono a teatro, Roger le annuncia che tutte le accuse contro di lui per essersi allontanato senza permesso sono cadute. L'ufficiale però sospetta che dietro questa decisione a lui così favorevole si nasconda lo zampino di Lilli.  Lo spettacolo si conclude per l'attrice con un trionfo. Lei, alla fine, ammette di aver promesso di ritornare in Italia - e questa volta di restarci - in cambio di un colpo di spugna sulla condotta di Craig che, intanto, le ha chiesto di sposarlo.

## Produzione
Il film fu prodotto dalla The Caddo Company di Howard Hughes. Fu girato al Metropolitan Airport, al 6590 di Hayvenhurst Avenue, a Van Nuys (Los Angeles).

## Distribuzione
Distribuito dalla United Artists, uscì nelle sale cinematografiche statunitensi il 23 gennaio 1932.